# Championnat de Ligue Professionelle 3
Lo Championnat de Ligue Professionelle 3 (CLP-3) è il terzo livello del campionato tunisino di calcio. 

## Formula
Fino alla stagione 2016-2017 consisteva di tre gironi all'italiana da 14 squadre l'uno; le prime di ogni raggruppamento erano promosse in CLP-2, mentre le ultime due retrocedono in Ligue Amateur 4. Dalla stagione 2017-2018 la competizione comprende 32 squadre divise in due gironi all'italiana da 16 squadre l'uno. Le prime due di ogni girone sono promosse in seconda serie, mentre le ultime due classificate retrocedono in quarta serie. Le squadre classificatesi al tredicesimo e quattordicesimo posto di ogni girone giocano uno spareggio salvezza-promozione con le squadre classificatesi al secondo posto di ciascuno dei due gironi di Ligue Amateur 4.

## Albo d'oro
Girone unico
- 2001 : Avenir sportif de Kasserine
- 2004 : El Makarem de Mahdia

| Girone Nord - 2005 : Association Mégrine Sport - 2006 : Olympique du Kef - 2007 : Stade africain de Menzel Bourguiba - 2008 : STIR sportive de Zarzouna - 2009 : El Ahly Mateur - 2010 : Club olympique des transports - 2011 : Stade nabeulien - 2012 : Sporting Club de Ben Arous - 2013 : AAssociation sportive de l'Ariana - 2014 : Avenir sportif d'Oued Ellil - 2015 : STIR sportive de Zarzouna - 2016 : Stade africain de Menzel Bourguiba - 2017 : STIR sportive de Zarzouna | Girone Sud - 2005 : Stade sportif sfaxien - 2006 : Espoir sportif de Jerba Midoun - 2007 : Croissant sportif de M'saken - 2008 : Union sportive de Ben Guerdane - 2009 : La Palme de Tozeur Avenir - 2010 : Sporting Club de Moknine - 2011 : Club sportif hilalien - 2012 : Étoile sportive de Métlaoui - 2013 : Stade sportif sfaxien - 2014 : El Makarem de Mahdia - 2015 : Union sportive de Tataouine - 2016 : Club olympique de Médenine - 2017 : Océano Club de Kerkennah | Girone Centro - 2013 : Football Club Hammamet - 2014 : Union sportive de Sbeïtla - 2015 : Union sportive de Siliana - 2016 : Stade nabeulien - 2017 : Croissant sportif chebbien | Girone Ovest e Capo Bon - 2017 : Avenir sportif de Soliman |